# Guia para Estudo das Escrituras
Guia para Estudo das Escrituras é um pequeno guia de verbetes que está no final do Livro de Mórmon, e no final da combinação tríplice(publicação que contém o Livro de Mórmon , Doutrinas e Convênios e Pérola de Grande Valor,este guia explica termos de uso da igreja SUD e termos da teologia da mesma.